# San Pablo Cuatro Venados
San Pablo Cuatro Venados es una localidad mexicana del estado de Oaxaca.

## Datos básicos de localización
- Se ubica en la región de los Valles centrales de Oaxaca.
- Pertenece al distrito de Zaachila.
- Limita al norte con San Pedro Ixtlahuaca, San Felipe Tejalápam y el municipio de Santa María Peñoles; al sur con Santa Inés del Monte, San Bernardo Mixtepec y Magdalena Mixtepec; al este con Cuilápam de Guerrero; al Oeste, con el municipio de San Miguel Peras, Santiago Tlazoyaltepec y Zimatlán de Álvarez.

## Toponimia
Tomó su nombre del santo patrono y “cuatro venados”, porque al llegar al paraje de la fundación, en el aguaje que actualmente se encuentra al sur del palacio municipal y la iglesia, observaron a cuatro venados bebiendo agua en un ojo de agua.
Al inicio, en su fundación, el asentamiento era llamado de forma tal vez despectiva "cuatro allegados" debido a que esos terrenos pertenecían a Cuilapam de Guerrero y les fueron donados a las cuatro primeras familias del pueblo que llegaron a vivir a ese lugar. Más tarde, al adquirir a San Pablo como su patrono y el pueblo prosperar le cambiaron el nombre a cuatro venados naciendo así el mito de los cuatro venados en el ojo de agua, que ha sido la causa de varios conflictos con algunos vecinos de la población.

## Datos generales
De acuerdo a sus documentos primordiales, el pueblo fue fundado el día martes 8 de marzo de 1588, por veinte jefes de familia procedentes de San Miguel Peras, Oax que al ser expulsados de su pueblo natal, pidieron asilo y en préstamo un terreno para instalarse en el municipio vecino, Cuilapam de Guerrero. En al acto fundacional estuvieron presentes el alcalde mayor y los principales de San Miguel Peras, además del Alcalde Mayor, los principales y autoridades del pueblo de Cuilápam. Al fundarse, el pueblo adoptó el nombre zapoteco de “Bidxiiña Taapa” (Cuatro Venados). 
Desde su fundación han conservado la organización comunal, con marcada influencia precolombina; aunque se adoptó el sistema de cargo impuesto por el gobierno colonial. 
El sistema político vigente es el de “usos y costumbre”. Consiste en la elección de sus representantes a través de una asamblea comunitaria, cuya sede es la cabecera municipal, donde concurren los habitantes de las demás localidades. Los acuerdos importantes se toman por consenso en este foro. En la asamblea comunitaria concurren solo los varones mayores de 18 años, quienes a esa edad alcanzan el título de comunero y deben cumplir con el cargo de policía; solo hasta entonces pueden participar institucionalmente. Es importante destacar que en las asambleas comunitarias no participan las mujeres. 
El 96 % de sus habitantes profesan la fe católica. Su templo data de marzo de 1777 y es una capilla perteneciente a la parroquia de San Miguel Peras, atendida actualmente por un sacerdote que asiste cada mes a la población para celebrar la misa o en un tiempo más corto, si existe alguna invitación por parte de los fiscales. 
Solo el 4% de la población mayor de 5 años habla su lengua indígena natal, el zapoteco; casi todas son personas de la tercera edad.

## Organización administrativa
El municipio está integrado por 10 localidades: San Pablo Cuatro Venados –la cabecera municipal-, El Esponjado, El Magueyal, El Zacatón, La Nevería, Llano del Toro, Llano Manteca, Río Jalapilla, Río Minas y San Cristóbal, aunque son reconocidas como rancherías solo 8.
La autoridad municipal se estructura de la siguiente forma: 
a) El ayuntamiento se integra por un presidente, un síndico, 4 regidores (Hacienda, Salud, Educación y Obras), un secretario y un tesorero. Todos son electos con el régimen de usos y costumbres. Cada ranchería cuenta un representante municipal. 
b) Comisariado de Bienes Comunales: Lo integran un presidente, un secretario y un tesorero; también un presidente del Consejo de Vigilancia, quien cuenta también con un secretario. Cada titular tiene un suplente. Todos los integrantes del Comisariado son electos en asamblea comunitaria, duran en su encargo tres años y los cargos no son remunerados.

## Conflicto agrario
El pueblo mantiene una vieja disputa por límites con su colindante, Cuilápam de Guerrero. Hasta 2021 el conflicto entre Cuatro venados y Cuilapam son nulos, pero invasores provenientes de cuatro venados nuevamente quieren repetir la historia instalándose arbitrariamente en territorio de Cuilapam.